# تشو لي
تشو لي (بالصينية: 周雷) هي مدربة تنس ريشة ‏ صينية، ولدت في 25 يناير 1970.

## وصلات خارجية
- تشو لي على موقع BWF.tournamentsoftware.com (الإنجليزية)
- تشو لي على موقع BWFbadminton.com (الإنجليزية)